# Paul Valéry
Paul Valéry (Sète, 1871. október 30. – Párizs, 1945. július 20.) francia költő, esszéíró, irodalomkritikus, a 20. századi francia költészet kimagasló egyénisége.

## Élete
Paul Valéry a délfrancia Sète városában született 1871. október 30-án.
Középiskoláját Montpellier városában végezte, majd jogi tanulmányokat folytatott.
1891-ben bemutatták Stéphane Mallarmé költőnek, akit bálványozott. A Hadügyminisztérium munkatársa volt, majd 1922-ig a Havas hírügynökségnél dolgozott, ezután az irodalomból tartotta el magát. 1925-től a Francia Akadémia tagja, 1938-tól a Collège de France tanára lett. Tevékenyen részt vett a Népszövetség munkájában, megbízottként Magyarországon is járt. Tagja lett a lengyel–magyar kapcsolatok ápolását célul tűző Magyar Mickiewicz Társaságnak.
Fiatalon nagyon termékeny költő volt, versei 1889-1892 között különböző folyóiratokban jelentek meg, majd 1892-ben hirtelen lemondott a versírásról.

## Munkássága
Korai verseit később erősen megválogatta és gyökeresen átdolgozta - a parnasszisták és Stéphane Mallarmé hatásától akart szabadulni -, és csupán 1920-ban adta ki André Gide ösztönzésére a Régi versek albuma című kötetében. Valéry első költői korszaka lezárulása után még megírta a Bevezetés Leonardo da Vinci módszerébe (1895) című esszéjét, az Egy este Teste úrral (1896) című novellisztikus filozófiai riportját, és A német hódítás (1897) című politikai tanulmányát, majd két évtizedre elhallgatott. 1917-ben tért vissza az irodalomhoz az Ifjú Párka című terjedelmes költeményével, amely a Varázslatok (1922) című kötettel együtt a francia líra élvonalába emelte. Ez a költemény Rilkére is nagy hatást tett. A kortárs, főként fiatal írókra is hatott, így elsősorban az induló dadaistákra és szürrealistákra (Breton első mestere volt), rájuk azonban elsősorban személyiségével gyakorolt befolyást. A Varázslatok után Valéry költészete ismét elnémult. Nagy számban jelentette meg azonban esztétikai, politikai, filozófiai esszéit, dialógusait.

## Művei
- Album des vers anciens (magyarul: Régi versek albuma, 1920)
- Introduction á la Méthode de Léonard de Vinci (magyarul: Bevezetés Leonardo da Vinci módszerébe (1895, esszé)
- La Soirée avec Monsieur Teste (magyarul: Egy este Teste úrral, 1896, novellisztikus filozófiai riport)
- La Conquête allemande (magyarul: A német hódítás, 1897, politikai tanulmány)
- Jeune Parque (magyarul: Az ifjú Párka, 1917)
- Charmes (magyarul: Varázslatok, 1922, verseskötet)
- L'Âme et la danse (1923, magyarul: Lélek és tánc, 1973, aforizmák)
- Eupalinos ou l'architecte (1923) (magyarul: Eupalinos vagy az építész, 1973, dialógus)
- Variété (magyarul: Változatok, 1924-1944, esszé)
- Mon Faust (magyarul: Az én Faustom (1946, lírai dráma)

## Magyarul
- Változatok; ford. Strém Géza, bev. Gyergyai Albert; Révai, Bp., 1931 (Világkönyvtár)
- Európa nagysága és hanyatlása; ford. Kemény Katalin; Egyetemi Ny., Bp., 1945 (Az Egyetemi Nyomda kis tanulmányai)
- Európa nagysága és hanyatlása; ford. Somlyó György; Egyetemi Ny., Bp., 1946 (Az Egyetemi Nyomda kis tanulmányai)
- Valéry Paul versei és oxfordi előadása a költészetről; ford. Somlyó György; Rose-Fischer Ny., Bp., 1946
- Két párbeszéd; ford., utószó Somlyó György; Gondolat, Bp., 1973
- Claudel–Valéry–Emmanuelː Szavak forrása csend; vál., ford. Szabó Ferenc; Detti Ny., Róma 1985
- Stéphane Mallarmé és Paul Valéry versei; vál., szerk., utószó Szegzárdy-Csengery József, ford. Dobossy László et al.; Európa, Bp., 1990 (Lyra mundi)
- Füzetek; vál., ford., előszó, utószó Somlyó György; Európa, Bp., 1997 (Mérleg)
- Paul Valéry prózaversei; ford. Zirkuli Péter; Orpheusz, Bp., 2005